# Комингс

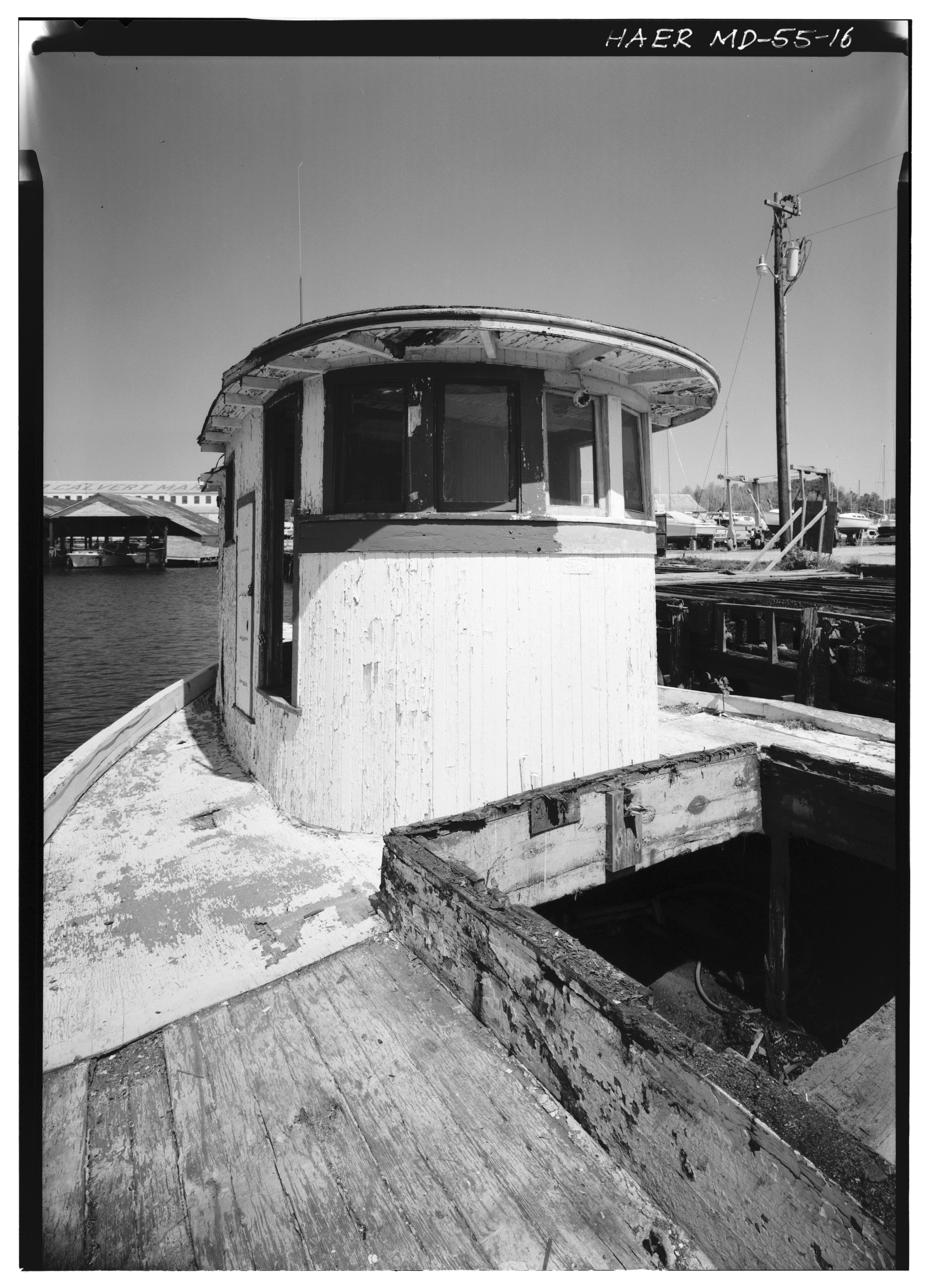
Комингс вокруг люка (в нижней правой части) на Буги (рыбачья лодка), разновидности рыбачьей лодки

Ко́мингс — вертикально располагаемые поверхности на кораблях, предназначением которых является отражение или предотвращение попадания воды внутрь помещений. Обычно представляет собой часть палубного покрытия, приподнятого вокруг отверстия, например, грузового люка. Комингсы также служат каркасом, на который устанавливаются крышки люков.
 На подводных лодках есть так называемая комингс-площадка — отполированное кольцо из нержавеющей стали, расположенное в районе выходных шлюзовых камер. На неё опускается по ведущему тросу водолазный колокол, также на него могут садиться автономные подводные аппараты для спасения личного состава подводной лодки.
Происхождение термина неизвестно.